# Вербозілля китицецвіте
Вербозілля китицецвіте (Lysimachia thyrsiflora) — вид рослин родини первоцвітові (Primulaceae), поширений у помірних і субарктичних областях Європи, Азії й Північної Америки.

## Опис
Багаторічна трава 20–70 см заввишки. Кореневища з довгими міцними підземними пагонами. Стовбур часто висхідний від основи, як правило, нерозгалужений, зазвичай майже гладкий, коричнево-червоний. Листки протилежні, іноді в кільці, безчерешкові, трохи оточують стебло. Листові пластини найнижчих листків лускаті, а верхніх листків — від ланцетних до лінійно-ланцетних, з цілими краями, щільно темно-плямисті, нижня частина рідко запушена.
Суцвіття — довгостеблові короткі щільні пахвові китиці. Квіти радіально симетричні. Віночок колесоподібний, жовтий, ≈5 мм шириною, короткотрубковий, 5–7-пелюстковий; пелюстки вузькі, кінчик з темними точками. Чашолистки вузькі. Тичинок 5(6), довші, ніж віночок. Плід — сферична, 5-клапанна, коротша за чашечку, 1.5–3 мм завдовжки коробочка.

## Поширення
Поширений у помірних і субарктичних областях Європи, Азії, Північної Америки.
В Україні вид зростає на болотах і болотистих берегах річок — на Поліссі, в Лісостепу, звичайний.

## Галерея

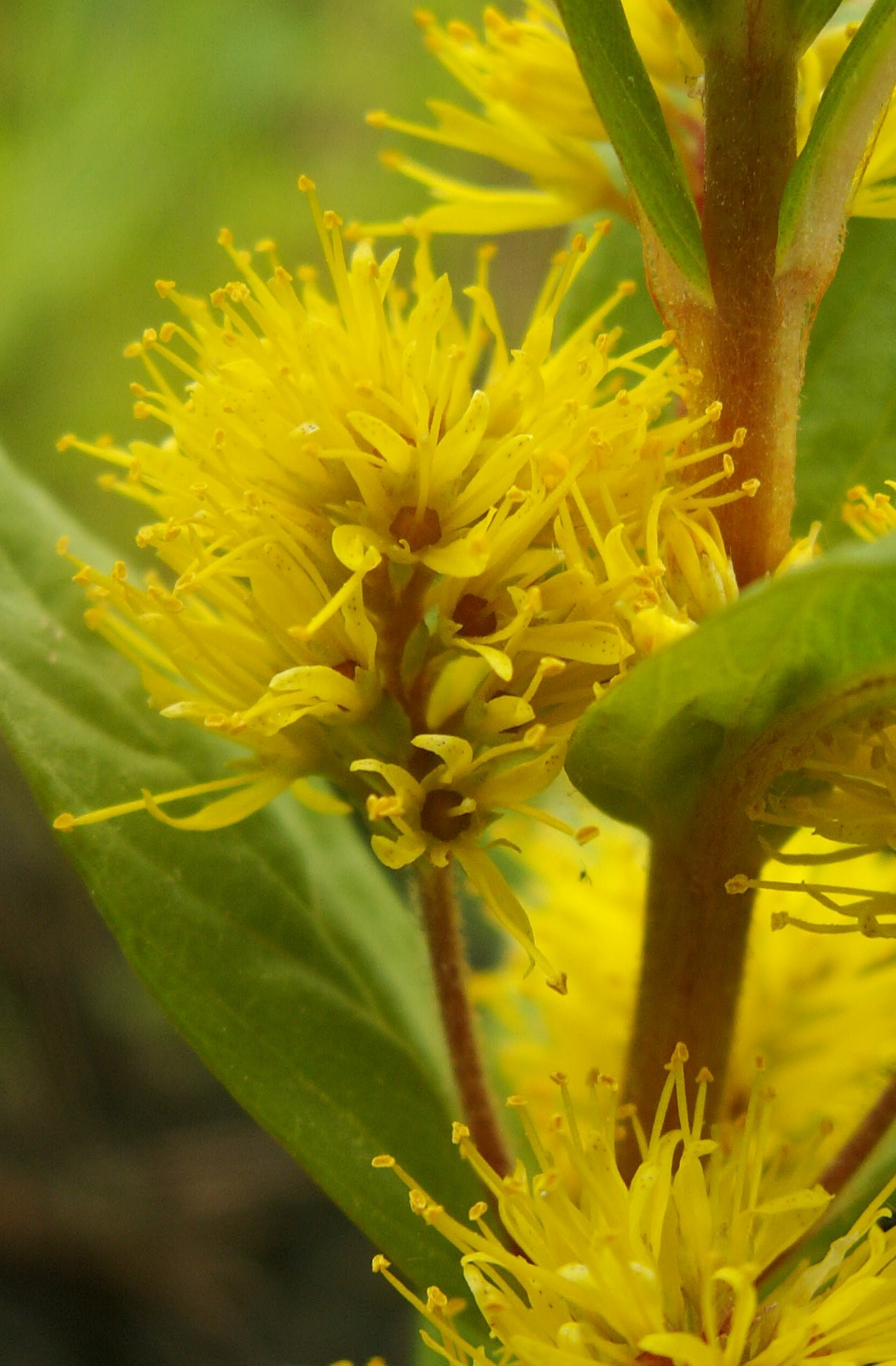
суцвіття
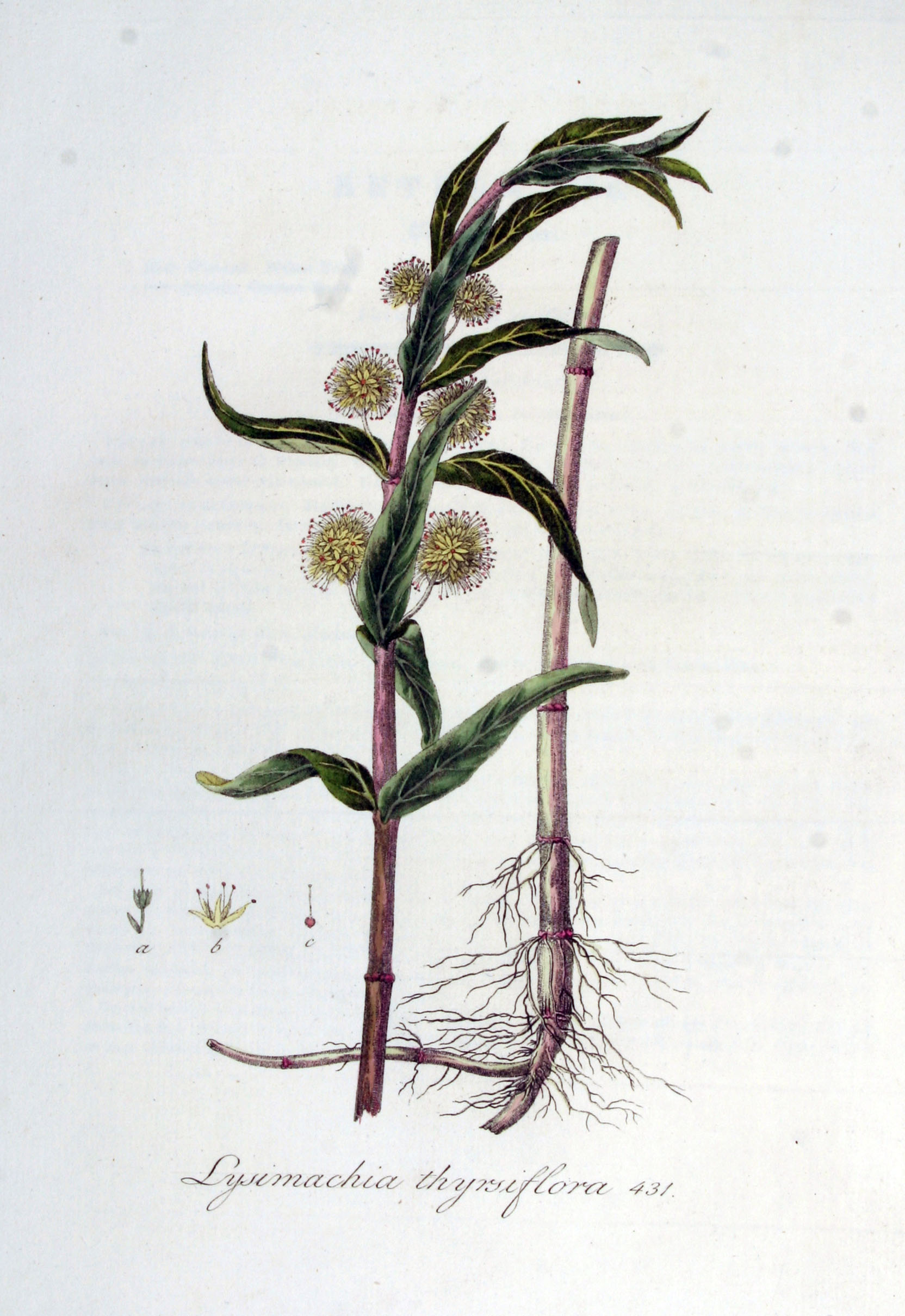
ілюстрація